# Mohd Zamri Salleh
Mohd Zamri Salleh (né le 10 décembre 1983) est un coureur cycliste malaisien spécialisé dans le sprint, membre de l'équipe Terengganu. Il est le frère de Harrif Salleh, de la même équipe. Il a notamment remporté le championnat de Malaisie sur route en 2012 et 2016.

## Palmarès sur route
- 2007
  - 4e étape du Perlis Open
- 2009
  -  Médaillé de bronze de la course en ligne aux Jeux d'Asie du Sud-Est
- 2011
  - 3e étape du Tour de Bintan
  - 2e du championnat de Malaisie sur route
- 2012
  -  Champion de Malaisie sur route
  - 7e étape du Tour de Singkarak
  - 4e étape du Tour de Java oriental
  - 5e étape du Tour de Brunei
  - 4e du championnat d'Asie sur route
- 2014
  - 2e et 3e étapes du Jelajah Malaysia
- 2015
  - 3e du championnat de Malaisie sur route
- 2016
  -  Champion de Malaisie sur route
  - 2e du Tour de Jakarta
- 2017
  - 5e étape du Jelajah Malaysia
  - 5e étape du Tour de Selangor
  -  Médaillé de bronze du critérium aux Jeux d'Asie du Sud-Est

## Classements mondiaux
| Année         | 2008 | 2009 | 2010 | 2011 | 2012 | 2013 | 2014 | 2015 | 2016 | 2017 |
| ------------- | ---- | ---- | ---- | ---- | ---- | ---- | ---- | ---- | ---- | ---- |
| UCI Asia Tour | 192e | 160e | 141e | 74e  | 19e  | 91e  | 162e | 173e | 133e | 202e |